# 供銷合作社
供销合作社，简称供销社，是合作社的一种，主要从事農產品供应、收購和销售业务的合作社。通常由各地基层人民自愿筹集股金，是当地社员集体所有制的商业自治组织。改革开放后，供销社因中国实行市场经济而衰落。2013年，中国共产党的一号文件再度提出供销社概念。2022年11月以来，“供销社”这个似乎消失许久的词汇，频频出现在中国官媒的报道中。

## 概念
根据创立于1895年的国际合作社联盟（ICA）在1995年一百周年代表大会通过的《关于合作社特征的声明》，合作社是人们自愿联合、通过共同所有和民主管理的企业，合作社是用来满足共同的经济、社会与文化需求的自治组织。供销合作社是合作社的一种，是主要从事供应和销售方面业务的合作社。

#### 中国供销社
中国的供销合作社是由农民自愿组织起来，由国家帮扶在农村基层开展的经济合作组织，主要活动涉及社员购买、销售及其相关联的加工、仓储、运输、信息、技术服务、培训等，是由社员参与管理为社员提供服务，通过互助合作提高社员生产和生活水平的商业自治组织。各级供销社实行独立核算、自负盈亏，主要承担国家计划产品的购买销售、为农民推广和出售产品等任务。
中国大陆地区的中华全国供销合作总社是中国全国各地供销合作社的联合组织，是总部位于比利时的国际合作社联盟的成员。

## 在中国的发展
1949年11月，中共中央成立了中央合作事业管理局，主管全国合作事业。
1999年《国务院关于解决供销合作社当前几个突出问题的通知》出台，供销合作社的工作重点转向了扭亏增盈。
2010年3月22日，中华全国供销合作社第五次代表大会修订的《中华全国供销合作总社章程》规定，中国供销合作社是以农民社员为主体的集体所有制的合作经济组织，坚持实行自愿、互利、民主、平等的合作制原则。
2013年，中央一号文件提出支持供销合作社开展农产品流通，充分发挥供销合作社在农业社会化服务中的重要作用，为供销合作社的改革发展和转型升级带来契机。
2014年，供销合作社综合改革试点写入中央一号文件和《政府工作报告》。
2016年，中央一号文件提出，深入推进供销合作社综合改革，引领农民参与农村产业融合、分享产业链收益。《全国供销合作社“ 十三五”发展规划》印发实施，具体任务和改革发展的总体要求。
2017年6月，供销合作社综合改革专项试点启动，28个省（区、市）32家单位承担试点任务。
2020年8月31日，根据2019年国家发改委《关于全面推开行业协会商会与行政机关脱钩改革的实施意见》，原由供销总社主管的畜产品流通、合作贸易企业、蜂产品、日用杂品流通、农产品流通等5家行业协会商会与供销总社分离，直接登记后独立运行，剥离行政职能、取消主管单位和直接财政拨款，改为政府购买服务的方式支持其发展。
2022年，中共中央总书记习近平在中共二十大报告强调要实现“共同富裕”，之后中国农村五万个供销社已经启动。湖北省已恢复重建基层供销社一千三百多个，供销社社员人数超过四十五万。